# Atractus poeppigi
Espèce
Synonymes
- Rhabdosoma poeppigi Jan, 1862

Statut de conservation UICN

 LC  : Préoccupation mineure
Atractus poeppigi est une espèce de serpents de la famille des Dipsadidae.

## Répartition
Cette espèce se rencontre en Colombie, au Pérou et au Brésil.

## Étymologie
Cette espèce est nommée en l'honneur de Felipe Poey y Aloy.

## Publication originale
- Jan, 1862 : Enumerazione sistematico delle specie d'ofidi del gruppo Calamaridae. Archivio per la zoologia, l'anatomia e la fisiologia, vol. 2, p. 1-76 (texte intégral).